# Transfogarascher Hochstraße

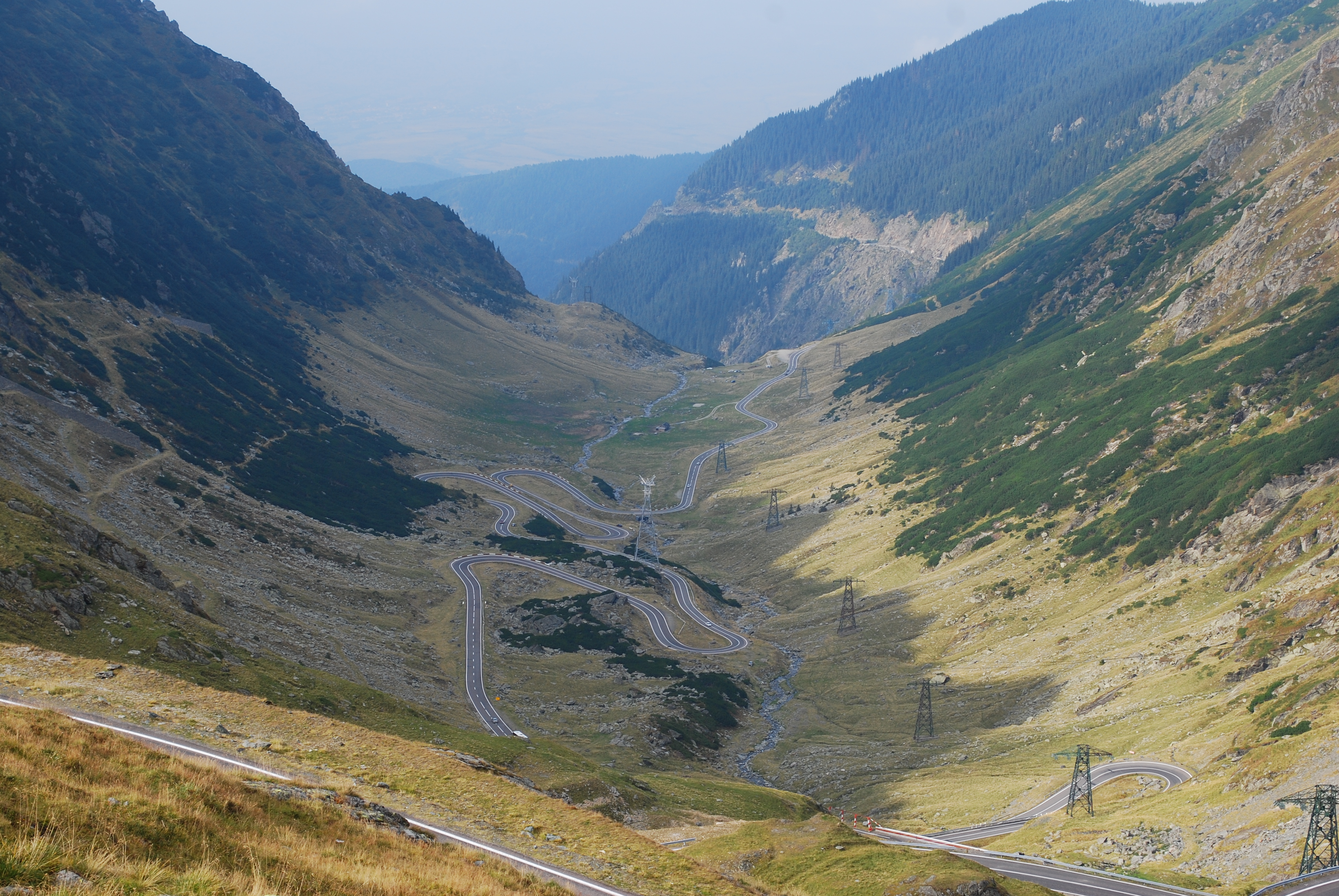
Streckenabschnitt der Nordseite des Transfăgărășans

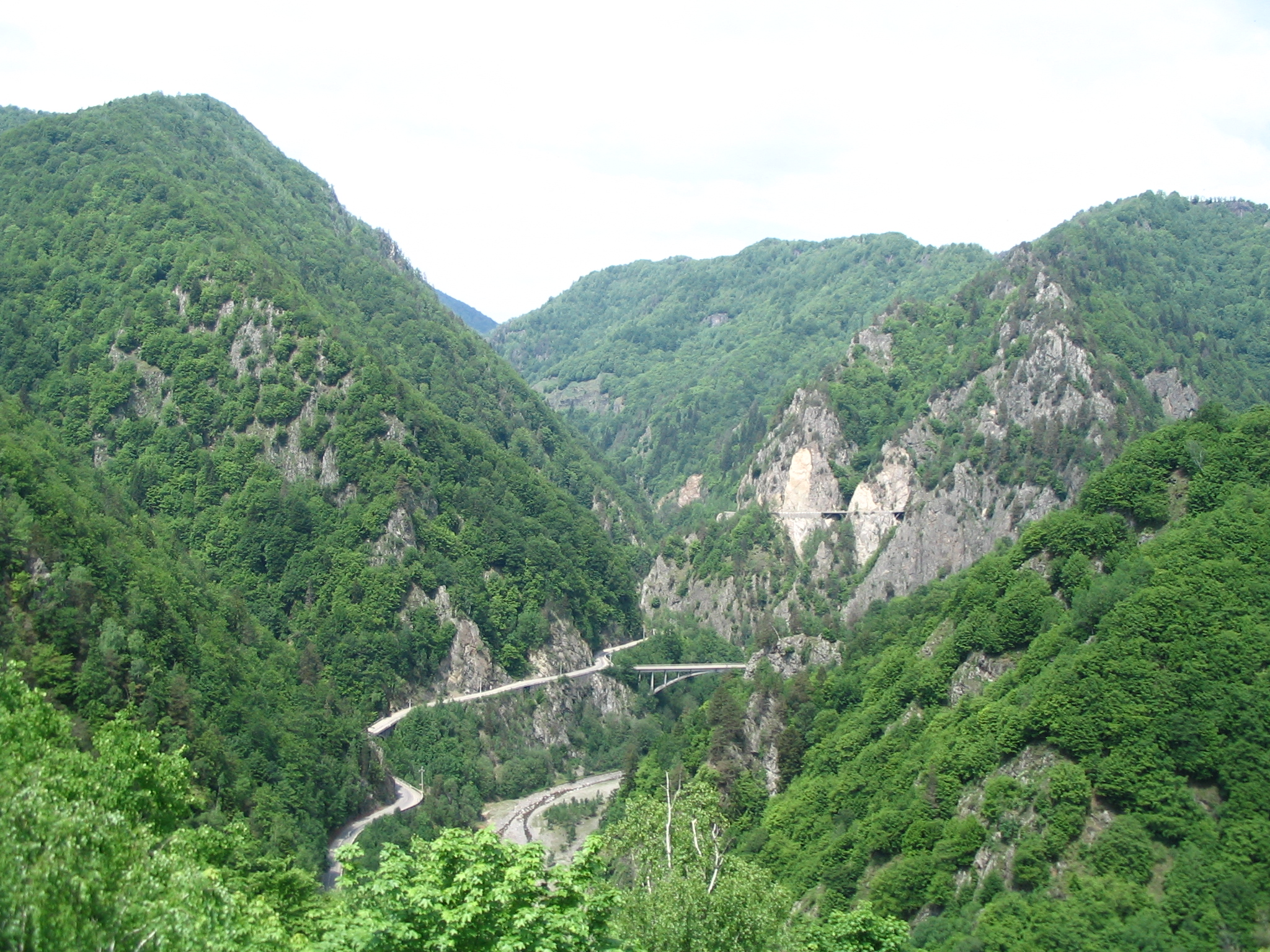
Streckenabschnitt der Südseite der Straße

Die Transfogarascher Hochstraße (rumänisch Drumul Transfăgărășan oder einfach Transfăgărășan) ist eine 2042 Meter hoch gelegene Passstraße in Rumänien. Die Straße verbindet das Argeș-Tal in der Großen Walachei mit dem Olt-Tal in Siebenbürgen, wobei sie das Făgăraș-Gebirge – eine Gebirgsgruppe in den Transsilvanischen Alpen – überquert. Die Transfogarascher Hochstraße ist Teil der 151 Kilometer (149,82 km) langen, in Süd-Nord-Richtung verlaufenden Nationalstraße (Drum național) DN 7C.
Im Süden beginnt die Nationalstraße DN 7C in der Gemeinde Bascov im Kreis Argeș, sieben Kilometer nordwestlich der Stadt Pitești, wo sie von ihrer Stammstrecke der Nationalstraße 7 abzweigt. Über Curtea de Argeș führt die Straße weiter nach Căpățânenii Ungureni, wo die eigentliche (nach unterschiedlichen Angaben) 90,167 Kilometer, oder 117 Kilometer lange Transfogarascher Hochstraße beginnt, und endet vier Kilometer nach Cârțișoara im Kreis Sibiu an der Einmündung in die Europastraße E 68.

## Streckenbeschreibung
Die Transfogarascher Hochstraße beginnt im Ort Căpățânenii Ungureni – Teil der Gemeinde Arefu –, wonach sie nach rund zwei Kilometern das Wasserkraftwerk der Talsperre Vidraru erreicht. Ab hier beginnt die Straße steil und kurvenreich im Tal des Baches Valea lui Stan zum Teil über Viadukte und durch vier Tunnel anzusteigen. Zwei der Tunnel sind rund 100 Meter lang und befinden sich unmittelbar vor der Staumauer des Vidraru-Stausees. Hier verläuft die Transfogarascher Hochstraße weiter auf der sechs Meter breiten und 307 Meter langen Talsperre. Nach etwa 18 Kilometern am Ostufer des Stausees entlang verläuft die Straße vom Nordende des Stausees weitere 23 Kilometer im Capra-Tal (Valea Caprei) zunächst sanft, später kurvenreich und steil in nördliche Richtung. Auf einer Höhe von 2042 m unterquert sie den 2398 m hohen Paltinu, einen Berggrat der Karpaten. Der Tunnel ist 887 Meter lang mit sechs Meter breiter Fahrbahn und ein Meter breitem Gehweg, dabei viereinhalb Meter hoch. Der so genannte Bâlea-Tunnel ist der höchstgelegene und auch längste Tunnel in Rumänien. Hier am höchsten Punkt der Strecke grenzt der Kreis Argeș an den südlichen Teil des Kreises Sibiu. Unmittelbar hinter dem schlecht beleuchteten Tunnel erreicht die Straße den Bâlea-See, an dem sich die gleichnamige Hütte (Cabana Bâlea Lac) befindet.
Ab dem Bâlea-See windet sich die Straße in vielen Serpentinen im Bâlea-Naturschutzgebiet (Valea Bâlii) hinunter nach Siebenbürgen. Bei einer Höhe von etwa 1600 m befindet sich der Felsendurchbruch „Poarta Întâlnirii“ (Tor der Begegnung), der Ort, an dem sich 1974 die Nord- mit der Südbaumannschaft traf. Etwas weiter abwärts bei ca. 1200 m befindet sich ein zweiter Felsendurchbruch, genannt „Poarta Geniștilor“ (Tor der Pioniere). Weiter am Bâlea-Wasserfall (Cascada Bâlea) vorbei führt die Transfogarascher Hochstraße in den Ort Cârțișoara im Kreis Sibiu und nach weiteren vier Kilometern endet die Hochstraße an der Einmündung in die Nationalstraße DN 1 – Teil der Europastraße 68.
Ein Drittel der Strecke verläuft auf der Nordseite des Fogarascher Gebirges und war für deren Bau auch der etwas schwierigere Streckenabschnitt. Weil hier im Bâlea-Tal gelegentlich tiefhängende Wolken die Sicht behindern, wird die Transfogarascher Hochstraße auch als Straße in den Wolken bezeichnet.
Insgesamt verläuft die Straße über (nach unterschiedlichen Angaben) 830 oder 833 Brücken und 27 oder 28 Viadukte.

## Geschichte und Bau
Die heutige Transfogarascher Hochstraße war sowohl auf der Nord- als auch auf der Südseite nur ein Forstweg und Gebirgspfad. Schon 1969 wurde mit der Ausbesserung des Wegs auf der Südseite um den Vidraru-Staudamm begonnen. Offiziell soll der Straßenbau am 10. März 1970 begonnen haben. Im Auftrag des damaligen Staatsoberhaupts Nicolae Ceaușescu sollte die Hochstraße neben einem militärischen Zweck, verursacht durch das angespannte Verhältnis zur damaligen Sowjetunion nach den Ereignissen des Prager Frühlings, auch einen touristischen Zweck erfüllen. So sollten durch die Straßenverbindung über das Hochgebirge schnelle Truppenbewegungen ermöglicht werden. Nach viereinhalbjähriger Bauzeit wurde die Straße am 20. September 1974 eröffnet. Am Bau beteiligt waren Bergleute, Bauarbeiter, Bautechniker, die Mehrheit waren Soldaten der Regimenter 1 aus Râmnicu Vâlcea und 52 aus Alba Iulia. Der Bau der Straße forderte zahlreiche Menschenleben. Von offizieller Seite werden 40 Todesopfer beklagt; von Zeitzeugen dagegen werden 400 Tote am Vidraru-Staudamm genannt, und andere sprechen von 400 Toten am Bâlea-Tunnel. Eine genauere Anzahl der Todesopfer, die am Bau der Straße zu beklagen sind, ist somit unbekannt.
Zu Ehren derjenigen, die hier bei Bauarbeiten ums Leben gekommen sind, wurden bei „Poarta Întâlnirii“ und „Poarta Geniștilor“ Gedenktafeln angebracht. Diese werden immer wieder mal beschädigt.
Die Transfogarascher Hochstraße war lange Zeit die höchstgelegene Nationalstraße Rumäniens – in den Karpaten überhaupt –, bis die 148 Kilometer lange Nationalstraße DN 67C, die sogenannte Transalpina, von Bercești (Katastralgemeinde von Novaci) bis Sebeș (Mühlbach) über Pasul Urdele (2145 m), die Transfogarascher Hochstraße ablöste.
Die Transfogarascher Hochstraße war von Beginn an immer wieder Schauplatz schwerer und schwerster Unfälle, was neben der Straßenführung und dem lange Zeit mäßigen Fahrbahnzustand vor allem dem Leichtsinn vieler Kraftfahrer geschuldet war.

## Freizeit, Tourismus, Sport
Die Transfogarascher Hochstraße ist Ausgangspunkt für Wanderungen zu einigen Gipfeln des Fogarascher Gebirges. Auf der Südseite der Straße befinden sich etwa 200 Meter oberhalb der Hochstraße, in der Nähe des Wasserkraftwerks der Vidraru-Talsperre, die Ruinen der Burg Poenari.
Der Vidraru-Staudamm und -See ist ein Anziehungspunkt der Region. Zum Freizeitangebot zählen Schifffahrten auf dem See, das Fischen (auch in gemieteten Booten), das Bungeespringen von der 166 Meter hohen Staumauer wird inzwischen nicht mehr angeboten.
Oberhalb der Talsperre ist eine Statue, welche den Prometheus mit Blitzen in hochgehobenen Händen als Symbol für Elektrizität darstellen soll, vom Bildhauer Constantin Popovici 1965 erstellt und steht unter Denkmalschutz.
Auf der Nordseite der Transfogarascher Hochstraße führt diese durch den Naturpark Făgăraș, die Naturreservate Bâlea und Arpășel.
Jährlich findet auf der Nordseite des Transfăgărășans das Bergrennen Sibiu-Transfăgărășan Motorsport Festival statt.

## Wintersperre
Die Transfogarascher Hochstraße ist nur vier Monate im Jahr ganz befahrbar (Juli–Oktober). In der Zeit vom 1. November bis 30. Juni ist die Straße beim Bâlea-Pass unpassierbar. Der Bâlea-See kann während dieser Wintersperre nur von Norden her, vom Bâlea-Wasserfall aus, per Seilbahn erreicht werden. Auf der Südseite ist der Transfăgărășan nur bis Kilometer 104 bei Piscu Negru dem Verkehr freigegeben.